# Lars Bergström (Physiker)
Lars Bergström (* 1952) ist ein Professor der theoretischen Physik an der Universität Stockholm mit dem Schwerpunkt Astroteilchenphysik.
Nach seiner Doktorarbeit an der Königlichen Technische Hochschule in Stockholm 1981 verbrachte er zwei Jahre am Europäischen Organisation für Kernforschung (CERN) in Genf und arbeitete weiter an der Theorie der Elementarteilchen.
Seit 2001 ist er Mitglied der Königlich Schwedischen Akademie der Wissenschaften und seit 2004 Sekretär des Nobelpreiskomitees für Physik.

## Bibliographie
- L. Bergström und Ariel Goobar: Cosmology and Particle Physics. 2. Auflage. Springer, 2004, ISBN 3-540-43128-4.